# Hupehsuchus nanchangensis
L'upesuco (Hupehsuchus nanchangensis) era un bizzarro rettile marino di incerta collocazione sistematica, vissuto all'inizio del Triassico (circa 250 milioni di anni fa). I suoi resti fossili sono stati ritrovati in Cina.

## Descrizione
Questo animale misurava circa un metro di lunghezza e pesava qualche decina di chili. L'aspetto di Hupehsuchus era davvero insolito, e sembra per qualche verso preannunciare gli ittiosauri (le "lucertole - pesce" che avranno notevole diffusione dalla fine del Triassico inferiore in poi, fino a metà Cretaceo). Il cranio, come quello di molti ittiosauri, era allungato e terminava in una sorta di becco sottile. Quest'ultimo era privo di denti e costituito, curiosamente, da una mascella brevissima e una premascella molto lunga. Le zampe erano trasformate in strutture appiattite, simili a pagaie, con cinque dita ben distinte; nella zampa anteriore, le prime quattro dita erano di eguale lunghezza, mentre il quinto era più corto.
Il corpo di questo animale era ampio e alto, dotato di estensioni superiori delle vertebre molto slanciate. Alla sommità di queste vertebre dorsali vi erano ulteriori ossificazioni sormontate da osteodermi, che ne accrescevano ulteriormente l'altezza. La coda era appiattita lateralmente e molto lunga.

## Classificazione
Hupehsuchus nanchangensis venne descritto per la prima volta da C. C. Young e Dong Zhiming nel 1972, sulla base di un fossile ritrovato nella regione di Hubei in Cina, nella formazione Jialingjiang. In seguito sono stati scoperti ulteriori fossili di questo animale, tutti provenienti dallo stesso giacimento. Tutti i fossili, curiosamente, sono conservati in norma laterale, probabilmente per un notevole appiattimento laterale del corpo di Hupehsuchus. Assai simile era Nanchangosaurus, proveniente dalla stessa formazione geologica. L'unico fossile noto di Nanchangosaurus, tuttavia, differisce da quello di Hupehsuchus in alcuni dettagli: oltre alle dimensioni minori (forse dovute a un minor grado di sviluppo dell'esemplare), Nanchangosaurus possedeva un corpo meno robusto e una corazza di osteodermi meno sviluppata. Il fossile, inoltre, è conservato in norma dorsale, a suggerire che Nanchangosaurus non era appiattito lateralmente come Hupehsuchus. 

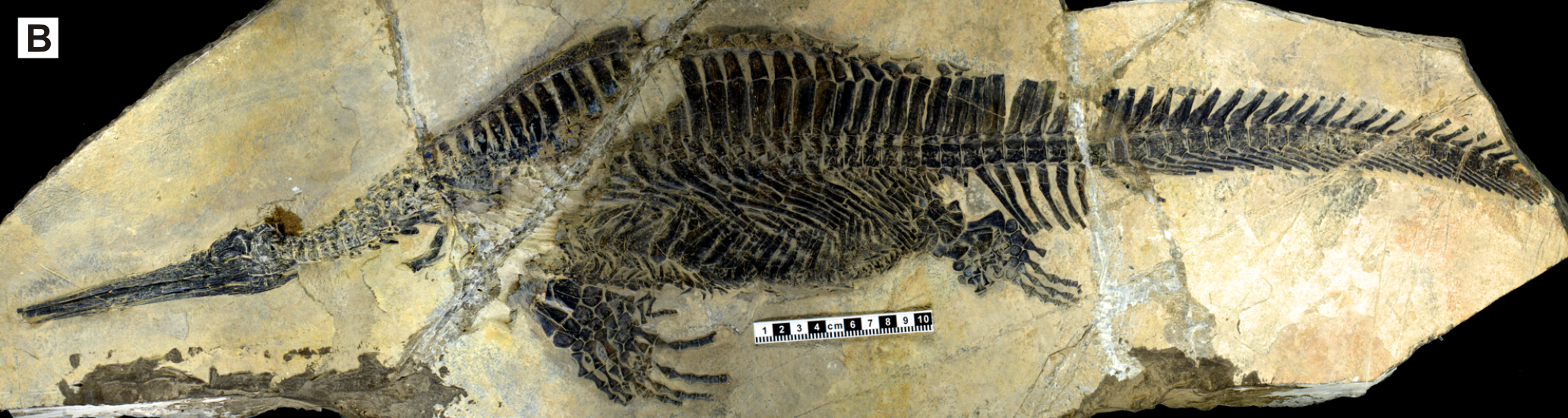
Fossile di Hupehsuchus nanchangensis

Non è chiaro quali fossero le parentele di Hupehsuchus e Nanchangosaurus. Questi due animali, insieme a pochi altri (come Parahupehsuchus, Eretmorhipis, Eohupehsuchus e forse Yuanansaurus) fanno parte di un clade di rettili acquatici esclusivi del Triassico inferiore e rinvenuti solo in Cina, gli Hupehsuchia. Alcune caratteristiche (il cranio allungato, le zampe trasformate in pagaie) richiamano gli ittiosauri, ma altre sembrano uniche degli Hupehsuchia.